# Бидон
Бидон (фр. Bidon) насеље је и општина у источној Француској у региону Рона-Алпи, у департману Ардеш која припада префектури Прива.
По подацима из 2011. године у општини је живело 212 становника, а густина насељености је износила 7,33 становника/km². Општина се простире на површини од 28,93 km². Налази се на средњој надморској висини од 285 метара (максималној 402 m, а минималној 48 m).

## Демографија
| 1962. | 1968. | 1975. | 1982. | 1990. | 1999. | 2011. |
| ----- | ----- | ----- | ----- | ----- | ----- | ----- |
| 25    | 29    | 32    | 59    | 69    | 112   | 212   |

График промене броја становника у току последњих година